# Saison 1975 de la Ligue canadienne de football
Chronologie
Saison précédente Saison suivante
1975 est la 18e saison de la Ligue canadienne de football et la 92e saison depuis la fondation de la Canadian Rugby Football Union en 1884.

## Événements
La transformation de deux points est introduite, permettant à l'équipe qui vient de marquer un touché d'inscrire deux points supplémentaires en réussissant un nouveau touché à partir de la ligne de 5 verges (yards en Europe). L'équipe peut aussi opter pour la traditionnelle transformation d'un point.
Le blocage au-dessus de la taille est maintenant permis sur les retours de dégagements. 
Le match de la coupe Grey se tient pour la première fois dans une ville des Prairies, soit à Calgary.

## Classements
| Clt   | Équipe                 | PJ | V  | D  | N | BP  | BC  | Pts |
| ----- | ---------------------- | -- | -- | -- | - | --- | --- | --- |
| +001, | Rough Riders d'Ottawa  | 16 | 10 | 5  | 1 | 394 | 280 | 21  |
| +002, | Alouettes de Montréal  | 16 | 9  | 7  | 0 | 353 | 345 | 18  |
| +003, | Tiger-Cats de Hamilton | 16 | 5  | 10 | 1 | 284 | 395 | 11  |
| +004, | Argonauts de Toronto   | 16 | 5  | 10 | 1 | 261 | 324 | 11  |

| Clt   | Équipe                           | PJ | V  | D  | N | BP  | BC  | Pts |
| ----- | -------------------------------- | -- | -- | -- | - | --- | --- | --- |
| +001, | Eskimos d'Edmonton               | 16 | 12 | 4  | 0 | 432 | 370 | 24  |
| +002, | Roughriders de la Saskatchewan   | 16 | 10 | 5  | 1 | 373 | 309 | 21  |
| +003, | Blue Bombers de Winnipeg         | 16 | 6  | 8  | 2 | 340 | 383 | 14  |
| +004, | Stampeders de Calgary            | 16 | 6  | 10 | 0 | 387 | 363 | 12  |
| +005, | Lions de la Colombie-Britannique | 16 | 6  | 10 | 0 | 276 | 331 | 12  |

## Séries éliminatoires

### Demi-finale de la Conférence de l'Ouest
- 8 novembre : Blue Bombers de Winnipeg 24 - Roughriders de la Saskatchewan 42

### Finale de la Conférence de l'Ouest
- 16 novembre : Roughriders de la Saskatchewan 18 - Eskimos d'Edmonton 30

### Demi-finale de la Conférence de l'Est
- 9 novembre : Tiger-Cats de Hamilton 12 - Alouettes de Montréal 35

### Finale de la Conférence de l'Est
- 15 novembre : Alouettes de Montréal 20 - Rough Riders d'Ottawa 10

### 63ecoupe Grey
- 23 novembre : Les Eskimos d'Edmonton gagnent 9-8 contre les Alouettes de Montréal au stade McMahon à Calgary (Alberta).

## Honneurs individuels
- Trophée Schenley du meilleur joueur : Willie Burden (en) (DO), Stampeders de Calgary
- Trophée Schenley du meilleur joueur défensif : Jim Corrigall (en) (AD), Argonauts de Toronto
- Trophée Schenley du meilleur joueur de ligne offensive :  Charlie Turner (en) (BL), Eskimos d'Edmonton
- Trophée Schenley du meilleur Canadien : Jim Foley (en) (DI), Rough Riders d'Ottawa
- Trophée Schenley de la meilleure recrue : Tom Clements (QA), Rough Riders d'Ottawa